# آمبرسون‌های باشکوه
خانوادهٔ اشرافی امبرسن یا آمبرسون‌های باشکوه (به انگلیسی: The Magnificent Ambersons) یکی از فیلم‌های کارگردانی شده توسط اورسن ولز به سال ۱۹۴۲ است. فیلم بر اساس رمانی به همین نام از بوث تارکینگتن ساخته شده‌است.